# Zemětřesení na Krétě 1303
K zemětřesení na Krétě 1303 došlo v ranních hodinách 8. srpna roku 1303 (14. století) ve východním Středomoří. Předpokládané epicentrum se nacházelo ve Středozemním moři východně od Kréty. Geologové jeho sílu hrubě odhadují na 8 Mw. Zemětřesení vyvolalo vlnu tsunami, která způsobila vážné škody ve východním Středomoří, zejména na Krétě a v Alexandrii. Ačkoliv se jednalo o zničující pohromu, nebyla tak katastrofální jako zemětřesení a tsunami, které ve stejné oblasti udeřilo roku 365.

## Tektonika

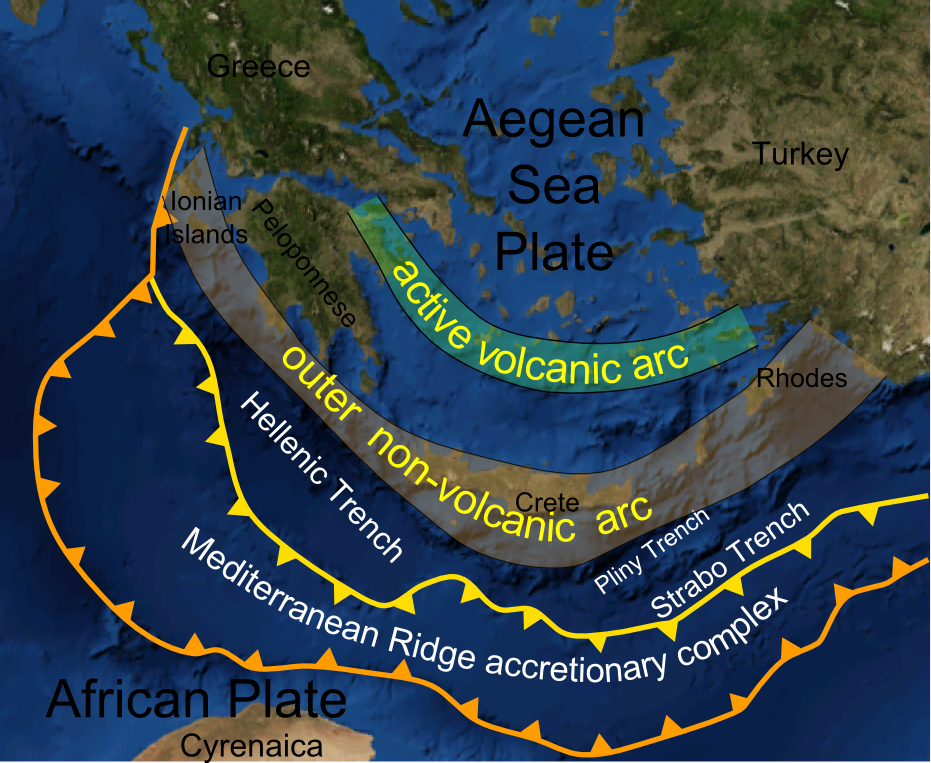
Helénský oblouk

Původcem katastrofy byl pravděpodobně Helénský oblouk, což je subdukční zlom na rozhraní eurasijské a africké desky. Jedná se o jednu z nejaktivnějších seismických zón v západní Eurasii a v minulosti zde docházelo k velkým zemětřesením, která mimo jiné měla dopad i na Egypt.

## Popis
Ačkoli přesné umístění epicentra je nejisté, je obecně předpokládáno, že k zemětřesení došlo ve východní části helénského oblouku, někde mezi Krétou a Rhodosem. Způsobilo škody jak na obou zmíněných ostrovech, tak i v Káhiře, Akko, Damašku, Antiochii, Kypru a Peloponésu. Pocítěno bylo až v Konstantinopoli (dnešní Istanbul) a možná i v Tunisu. Přesná velikost není známa, ale odhaduje se, že byla asi 8,0 Mw. Počítačové simulace modelující vzniklé tsunami, počítají v rámci Alexandrie s maximální výškou vlny 9 metrů, která k městu dorazila zhruba 40 minut po otřesech.

## Škody
Záznamy hovoří o zničujícím dopadu zemětřesení a tsunami na krétský Heráklion. Zprávy zástupců města pro spravující Benátskou republiku popisují rozsah poškození hlavních veřejných budov a hradů po celém ostrově. Taktéž se uvádí, že většina obětí byly ženy a děti (aniž by se uvedl jejich počet). Na druhém konci Středozemního moře byla situace podobná. Vlna v severoegyptské Alexandrii zničila mnoho lodí, některé odnesla až 3 km do vnitrozemí. Podobný osud postihl i přístavní město Akko, v dnešním Izraeli. Živel tam těžce poškodil budovy a mnoho lidí zabil.